# Св. св. Петър и Павел (Кула)
Вижте пояснителната страница за други значения на Свети апостоли Петър и Павел.
„Св. св. Петър и Павел“ е възрожденска православна църква във видинския град Кула.

## История
Храмът е разположен в центъра на града. Построен е в 1858 година дебърски майстори. Македонските майстори, построили храма, препоръчали Дичо Зограф като иконописец и според местни спомени той пребивавал в града в 1863 година. Две от десетте царски икони са негови – на Богородица с Младенеца и на Христос Вседържител, от които първите две са подписани и датирани 20 август 1863 г. Останалите икони са на Евгений Попкузманов, положил усилия да имитира стила на Дичо Зограф.
Стенописите са от 1902 година или от 1904 година – дело на дебърския зограф Данаил Несторов, дар според надписа при изображението на Свети Николай от семейство Дичови.